# エイドリアン・ハーディ・ハワース

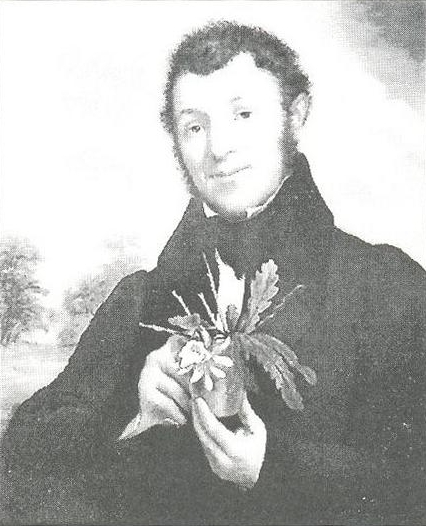
Adrian Hardy Haworth

エイドリアン・ハーディ・ハワース（Adrian Hardy Haworth、1767年4月19日 - 1833年8月24日）は、イギリスの昆虫学者、植物学者、甲殻類学者である。

## 略歴
キングストン・アポン・ハルで生まれた。父親はハワース・オールド・ホール（現在も観光地として残る）の主人ベンジャミン・ハワースである。家庭教師に教育を受け、法律家となる教育を受けたが、仕事には興味を持たず、両親が没して、屋敷を相続した後は博物学の研究に専念した。1792年にチェルシーに移り、昆虫学者のウィリアム・ジョーンズと知り合い、感化をうけた。1798年にロンドン・リンネ協会の会員になり、ジョセフ・バンクスのライブラリや標本を閲覧し、キューガーデンを頻繁に訪れて、博物学を研究した。
1803年から1828年の間に刊行された著書の『イギリスの鱗翅類』（"Lepidoptera Britannica"）は1857年にヘンリー・ステイントン（Henry Tibbats Stainton）の『イギリスの蝶と我の手引き』（"Manual of British Butterflies and Moths"）が刊行されるまで、最も権威のある書籍であった。エビを専門にする甲殻類学者でもあった。王立昆虫学協会（Royal Entomological Society）の設立にも貢献いた。
30近くの新種生物を記載した。
多肉植物の属名、ハオルシア属（Haworthia）や、ガの種、Celaena haworthiiに献名されている。

## 著作
- Synopsis Plantarum Succulentarum (London, 1812)
- Saxifragearum enumeratio (London, 1821)
- Lepidoptera Britannica (1803-1828)
- Observations on the Genus Mesembryanthemum (London, 1794)